# Хал (село)
Хал (лезг. Хъал) — покинутое село в Ахтынском районе Дагестана.

## География
Село расположено на берегу реки Каминчай, левого притока реки Ахтычай, в 18 км к юго-западу от села Ахты. До села Миджах — 4 километра.

## История
С начала XVII века по 1839 год село входит в Ахтыпаринское вольное общество в составе созыва сельских общин Ахтыпара-1. В 1839 году село присоединено к Российской империи. Административно подчинялось Самурскому округу Дагестанской области. Вместе с сёлами Кудчах, Миджах и Смугул образовало Семагульское сельское общество Ахтыпаринского наибства. В 1929 году село включено в состав новообразованного Ахтынского района.
На начало 1961 года в местном колхозе «Большевик» работали 178 колхозников и насчитывалось 70 хозяйств. Имелось 86 голов крупного рогатого скота, в том числе 34 коровы, 3669 овец и коз.
Село делилось на кварталы: Агъа магьле (нижний квартал) и Вини магьле (верхний квартал).
Тухумы селения: Къарамар (Пашаяр), Сикlер (Селимар), ПӀиретӏар, Шепӏенар.
Урочища: ЦӀийи хуьр, Хваретӏар (пашни до села), КӀфияр (пашни) Къулух кам, Фалфан (пастбище).
За селом находится родник, откуда были проложены водопроводные трубы до села.
Честь хальцев переселились в Джаро-Белоканы и основали там свои сёла.
Хал опустел в 1989 году, хальцы переселились в сёла Ахты, Авадан, Мучух, а также в Махачкалу.

### Этимология
Название села Хал (лезг. Хъал) в переводе с лезгинского означает «дом».

## Население
В селе жили лезгины, мусульмане-сунниты. В 1869 году в селе проживало 102 человека, из них мужчин — 52, женщин — 50. Село состояло из 15 домов. В 1886 году в селе проживало 167 человек.
В середине XVIII века, массово переселились в Джаро-Белоканы и в Мухахском ущелье основали сёла Калал, Эзгили, Джимджимах.

## Народные промыслы
Селение было известно опытными овцеводами, производством ковров и вязанием узорчатых носков.

## Полезные ископаемые
В селении имеются залежи свинца, золота, медноколчедановых руд и других металлов (Тукиркильское месторождение).

### Комментарии
1. ↑  сёла Калал, Азгюллю и Джимджимах.